# بنفسج مهمازي
بنفسج مهمازي أو بنفسج الثالوث المِهْمازِيّ (الاسم العلمي:Viola calcarata) هو نوع من النباتات يتبع جنس البنفسج من فصيلة البنفسجية. يتميز عن نوع V Gornuta بأذنابه الريشية التخريم الرباعية الفصوص الجالسة. قليلة التسنن. أزهاره كبيرة طويلة الزَّنادات. بنفسجية أو صفراء اللون.

## الخصائص
ملينة، مقشعة، دافعة للسعال، معرقة، مسهلة. تفيد البرونشيت المزمن، احتقانات الجهاز التنفسي. نبات يعطى كمسهل خفيف خاصة للأولاد. إن جذر هذا النوع هو مقيئ عنيف، ، يتم اللجوء إلى خصائصه هذه كلما دعت الضرورة إلى إحداث القيء، في حالات التسمم.